# 렘베르투프
렘베르투프(폴란드어: Rembertów)는 폴란드 바르샤바 서쪽에 위치한 구다.